# Против Алкивиада
«Против Алкивиада» (др.-греч. Κατὰ Ἀλκιβιάδου) — речь, которую приписывают древнегреческому оратору Андокиду (V—IV века до н. э.). Её текст полностью сохранился.
Речь представляет собой текст выступления накануне процедуры остракизма. Угроза изгнания нависла над Алкивиадом, Никием и Андокидом, и последний старается убедить народное собрание в том, что изгнан должен быть не он, а Алкивиад. Эта ситуация полностью неправдоподобна: перед остракизмом речи не произносились, Алкивиад и Никий, судя по сохранившимся источникам, никогда не становились героями этой процедуры, а Андокид в силу его политической незначительности тоже таковым не был и стать не мог. Поэтому большинство современных антиковедов уверено, что речь представляет собой риторическое упражнение, написанное неизвестным софистом более поздней эпохи. Есть и альтернативные мнения: например, Игорь Суриков полагает, что речь могла быть написана Андокидом, но уже в начале IV века до н. э., после гибели Алкивиада.